# Paty do Alferes
Paty dos Alferes is een gemeente in de Braziliaanse deelstaat Rio de Janeiro. De gemeente telt 26.196 inwoners (schatting 2009).